# Салайна
Сала̀йна (на английски: Salina) е град в окръг Севиър, щата Юта, САЩ. Салайна е с население от 2393 жители (2000) и обща площ от 15,9 km². Намира се на 1573 m надморска височина. ЗИП кодът му е 84654, а телефонният му код е 435.